# 信濃町立野尻湖小学校
信濃町立野尻湖小学校（しなのちょうりつ のじりこしょうがっこう）は、長野県上水内郡信濃町大字野尻にあった公立小学校。2008年現在の児童数は57名。

## 概要
学校名の通り、野尻湖に近い場所に位置する。2004年に創立100周年を迎えた。
児童数が少ないため、同町内の別の4小学校（信濃町立古海小学校、信濃町立柏原小学校、信濃町立古間小学校、信濃町立富士里小学校）と統合して1つの小学校となり信濃町立信濃中学校との小中一貫教育を2012年4月より開始。
総合的な学習の時間では野尻湖と触れ合う授業を行っている。
平成20年度に長野県より60年に及ぶ野尻湖畔の清掃活動、水草の植え付けなどに対して「信州豊かな環境づくり県民会議表彰」を受けた。　
特色ある教育としてカッターボートを扱っている。